# ايزكيل روجرز
ايزكيل روجرز (بالإنجليزية: Ezekiel Rogers)‏ هو كاتب أمريكي، ولد في 1590، وتوفي في 23 يناير 1660.